# Schloss Drosendorf

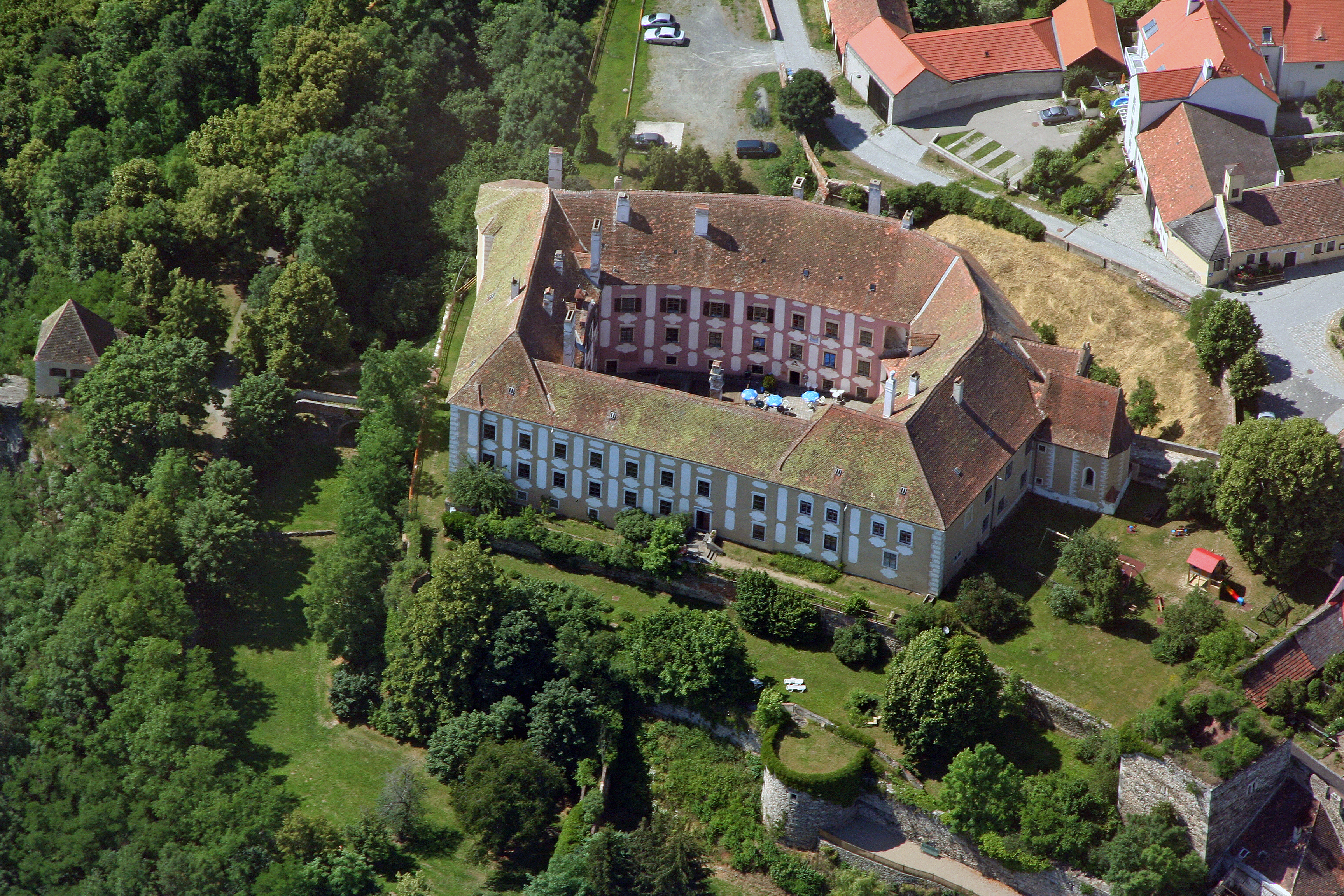
Das Schloss aus der Luft

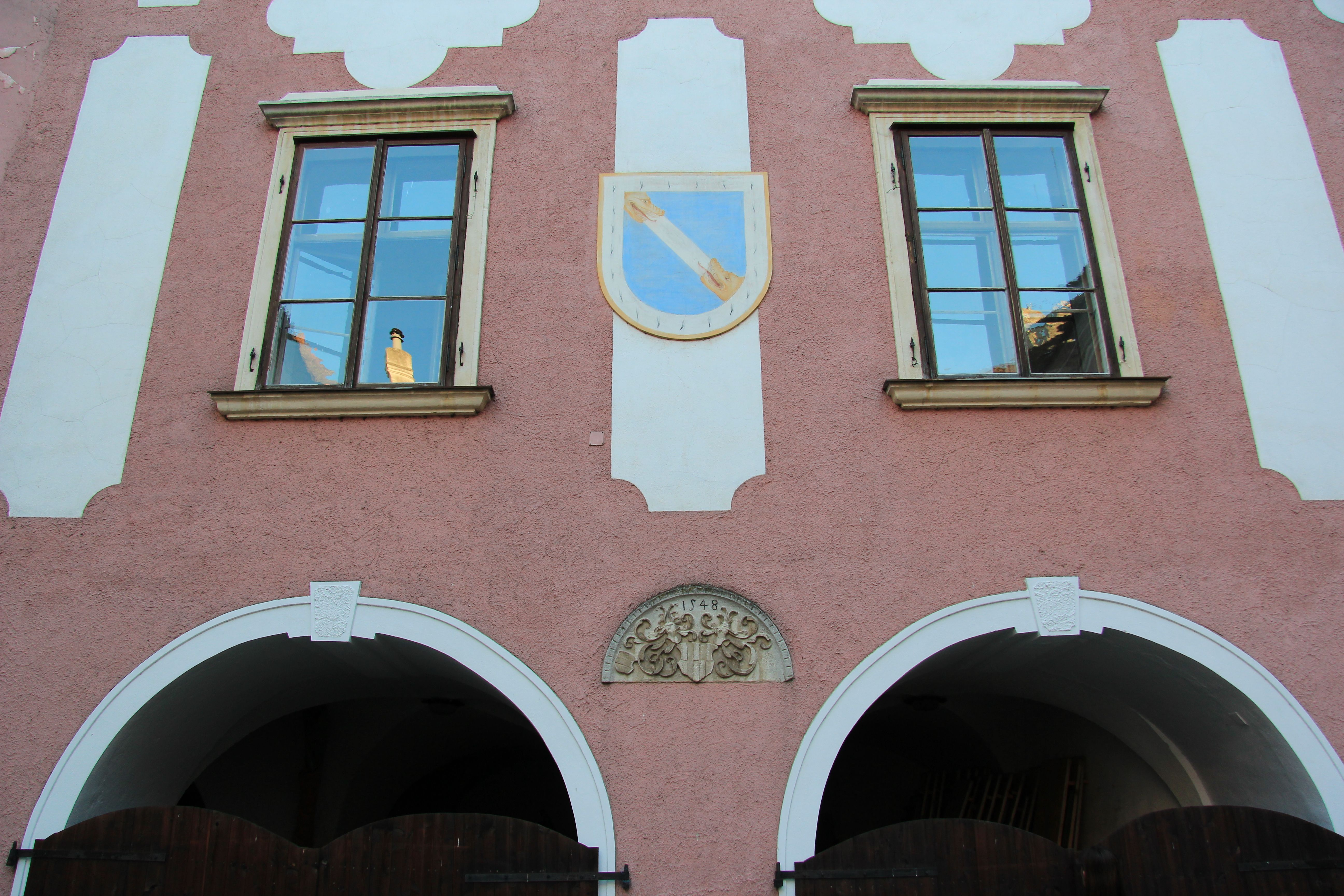
Wappen der Hoyos an der Südfassade des Schlosshofes

Das Schloss Drosendorf ist ein Schloss in der Stadt Drosendorf-Zissersdorf in Niederösterreich.
Das hochbarocke Burg-Schloss liegt in der südöstlichen Ecke der historischen Stadt und ist in die mittelalterlich-frühneuzeitliche Stadtbefestigung eingebunden. Die häufig anzutreffende Zuordnung von Schloss Drosendorf zur Renaissance beruht auf einer Fehlannahme, die unter anderem in verschiedenen Tourismuspublikationen weiterverbreitet wird. Tatsächlich bewahrte das Schloss seinen burgartigen Charakter bis zu einem umfassenden Umbau nach einem Brand im Jahr 1694. Dies lässt sich unter anderem durch die Stadtansicht von Matthäus Merian aus dem Jahr 1645 belegen.

## Besitzgeschichte
Die Anfänge der Herrschaft Drosendorf lassen sich bis ins Hochmittelalter zurückverfolgen. Ein gewisser „Albero de Drozendorf“, der im sogenannten zweiten Stiftungsbrief des Prämonstratenserklosters Geras als Zeuge genannt wird, dürfte noch mit der älteren Burganlage bei der Pfarrkirche Hl. Peter und Paul in der sogenannten „Altstadt“ von Drosendorf in Verbindung stehen. Die „Altstadt“ von Drosendorf mit weitläufigem Kirchhof mit Friedhof, Pfarrhof und Pfarrkriche befindet sich nordöstlich des späteren mittelalterlichen Stadtkerns.
Um das Jahr 1200 wurde die planmäßige Anlage der heutigen Stadt Drosendorf auf einem breiten Umlaufberg der Thaya begonnen, einschließlich der Errichtung der Stadtmauer. Nach dem Aussterben der Grafen von Pernegg um 1220 gelangte deren Besitz an die Babenberger. Die erste urkundliche Nennung Drosendorfs als Stadt erfolgte um 1240.
Im Jahr 1278 wurde die Stadt während der Auseinandersetzungen zwischen König Rudolf I. und Ottokar II. Přemysl belagert. 1279 fiel Drosendorf an die Habsburger, die sie zunächst an Ulrich von Kapellen und später an Stephan von Maissau verpfändeten. Nach 1327 folgten die Herren von Wallsee als neue Herrschaftsträger. Ab 1332 ist Eberhard (VI.) von Wallsee, Sohn des als Begründer der Linie Wallsee-Drosendorf geltenden Friedrich (I.), als Hauptmann von Drosendorf belegt.
Ab 1438 sind die Herren von Eitzing Pfleger und Pfandinhaber der Burg. 1506 ging die Herrschaft an Johann Mrakesch von Noskau über. 1574 übernahmen die Freiherren von Mollart den Besitz. Ab 1607 wurde die Herrschaft erbliches Eigentum, während die Stadt selbst im landesfürstlichen Besitz verblieb.
In der Folgezeit wechselten die Eigentümer mehrfach: Nach den Mollarts folgten die Familien Muschinger und die Grafen von Kurz. Im Jahr 1660 wurde die Herrschaft von den Grafen von Sprinzenstein erworben, die sie 1671 an die Grafen von Lamberg weitergaben. Ab 1822 befand sich die Herrschaft im Besitz der Familie Hoyos-Sprinzenstein.
Der heutige Eigentümer des Schlosses Drosendorf ist Dipl.-Ing. Markus Hoyos.

## Heutige Nutzung
Zu Ende des Zweiten Weltkrieges wurde der Bau stark beschädigt. Im Jahr 1960 wurde das Schloss in eine Frühstückspension umgebaut und ist zum Teil noch als solche in Funktion. Seit 1978 war das Schloss an die Niederösterreichische Landarbeiterkammer verpachtet, die hier eine Bildungseinrichtung betrieb. Nach 42 Jahren wurde 2020 der Pachtvertrag mit Hausherrn Dipl.-Ing. Markus Hoyos gekündigt, weshalb die „Bildungsstätte Frühstückspension Schloss Drosendorf“ mit 15. Juni 2021 geschlossen wurde. Seit Frühjahr 2022 zeichnet sich als neuer Pächter, Baudouin de Troostembergh, für die Schloss Drosendorf mit einer gemischten Nutzung verantwortlich: Das Schloss wird unter dem Namen "Schlosshotel Dorsendorf" als Frühstückspension für Privatgäste weitergeführt. Als „landuni“  wird auf Schloss Drosendorf seit 2022 eine Bildungskooperation zwischen der Technischen Universität Wien und dem Land Niederösterreich, mit dem Ziel praxis- und projektbezogene Forschung im ländlichen Raum für den ländlichen Raum betrieben.
Das Schloss ist vom Bundesdenkmalamt unter der ID 31464 unter Schutz gestellt worden.
Im Sommer 2021 diente das Schloss einige Wochen lang als Kulisse für den Historienfilm Keinen Schritt zurück!.